# Apollo (onderzeekabel)
Apollo is een onderzeekabel voor glasvezel voor het versturen van gegevens tussen beide zijden van de Atlantische Oceaan.
Apollo is eigendom van Apollo Submarine Cable System Ltd, een joint venture van Alcatel-Lucent en Cable & Wireless. Apollo bestaat uit twee onderzeekabels, die evenwijdig tussen Europa en de Verenigde Staten liggen, Apollo Noord en Apollo Zuid. Er is in feite sprake van een langgerekte ring. De lengte van het systeem bedraagt 12.315 kilometer. Apollo maakt gebruik van golflengtemultiplexing. De maximale capaciteit bedraagt 3,2 terabit per seconde. Apollo wordt vooral, maar niet uitsluitend, voor internet gebruikt.
Level 3 Communications maakte in begin 2006 zijn bekend aankoop 300 gigabit per seconde tussen Apollo Noord en Apollo Zuid te hebben gekocht met de optie om in de toekomst nog eens 300 gigabit te kopen. Deze aankoop geeft Level 3 de mogelijkheid gegevens over de Atlantische Oceaan te versturen, zonder dat de verbinding door Londen of New York gaat. Deze aankoop was de grootste transactie van onderzeese capaciteit in de geschiedenis zonder dat daarbij nieuwe kabels werden aangelegd.
Apollo komt op vier plaatsen aan land:
1. Bude, Engeland
2. Lannion, Bretagne, Frankrijk
3. Shirley (New York), Verenigde Staten
4. Manasquan, Verenigde Staten

## Websites
- Apollo, gearchiveerd